# Давангере
Даванге́ре (англ. Davanagere) — город в индийском штате Карнатака. Административный центр округа Давангере. Средняя высота над уровнем моря — 604 метра. По данным всеиндийской переписи 2001 года, в городе проживало 363 780 человек, из которых мужчины составляли 52 %, женщины — соответственно 48 %. Уровень грамотности взрослого населения составлял 69 % (при общеиндийском показателе 59,5 %). Уровень грамотности среди мужчин составлял 74 %, среди женщин — 64 %. 12 % населения было моложе 6 лет.